# Сначала музыка, а потом слова
«Сначала музыка, а потом слова» (итал. Prima la musica e poi le parole) — одноактная комическая опера Антонио Сальери, написанная в 1786 году на либретто Джамбаттисты Касти.

## История создания
Император Иосиф II, любивший устраивать состязания между композиторами (как и между либреттистами), к «Увеселительному празднику в честь генерал-губернатора Нидерландов» заказал своим любимцам — А. Сальери и В. А. Моцарту — одноактные комические оперы на одну и ту же тему: театральное закулисье. При этом Моцарт должен был писать оперу на немецкое либретто Готлиба Штефани-младшего, а Сальери — на итальянское либретто Джамбаттисты Касти. Обе пары сложились не случайно: Моцарт со Штефани написал свою единственную на тот момент успешную оперу — «Похищение из сераля» (1782); плодом содружества Сальери и Касти была написанная в 1785 году популярнейшая опера-буффа «Пещера Трофония». Как пишет Марио Корти, фактически это было состязание между итальянской комической оперой и немецким зингшпилем.

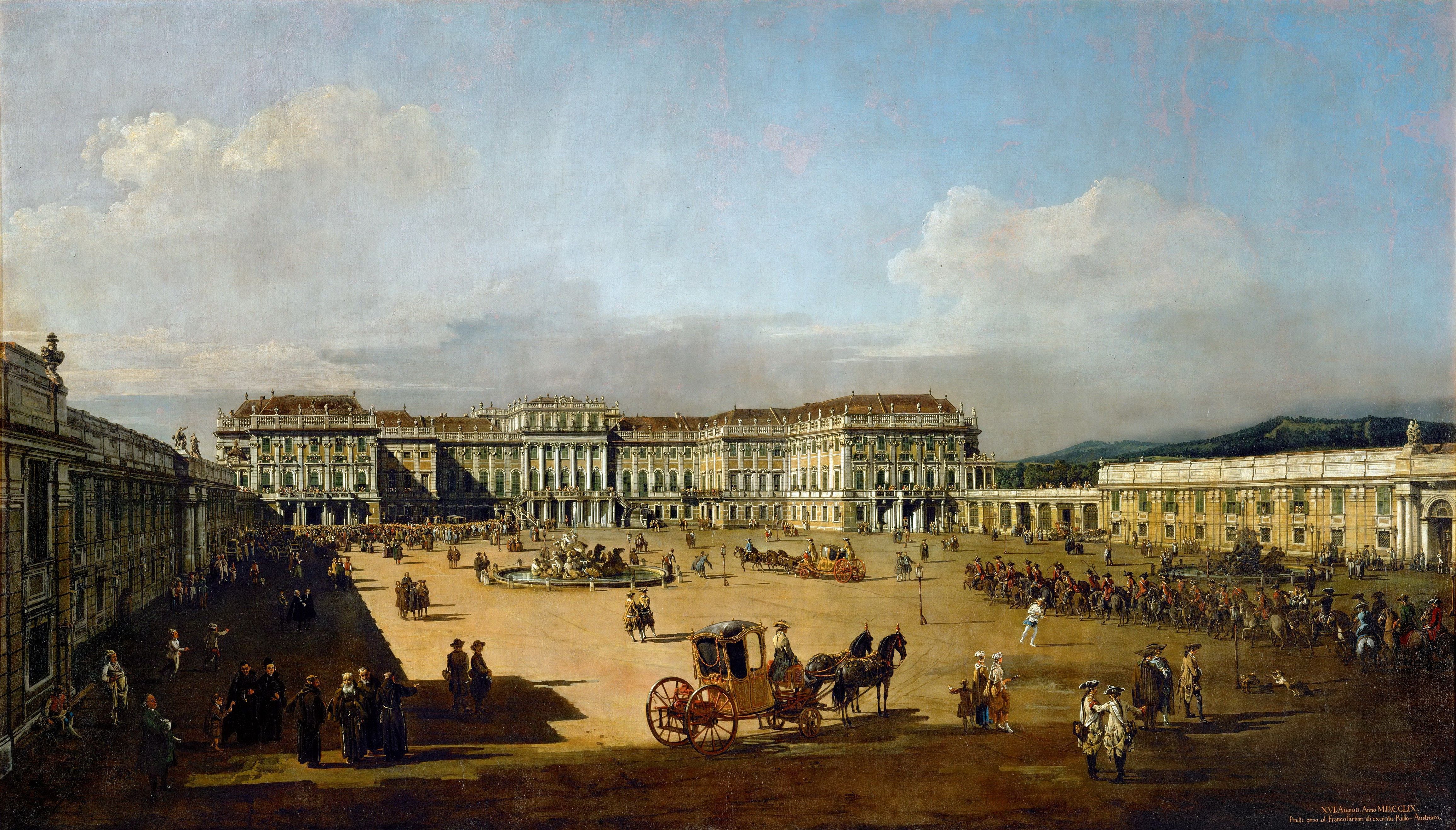
Дворец Шёнбрунн, в котором проходило состязание композиторов

Пародирование оперы-сериа (итальянской серьёзной оперы), показ закулисных интриг уже в первой трети XVIII века вошли в число обиходных сюжетов оперы-буффа и стали особенно популярны во второй половине столетия, когда опера-сериа переживала очевидный кризис. Одним из наиболее известных сочинений такого рода была «Опера-сериа», написанная учителем Сальери, Ф. Л. Гассманом, в 1769 году на либретто Р. да Кальцабиджи. Альфред Эйнштейн, анализируя либретто на эту тему, находил, что лучшее среди них, «самое тонкое» — «Опера-сериа» Кальцабиджи, в то время, как «Директор театра» Штефани-младшего — одно из «самых простоватых». Сальери, по мнению Эйнштейна, оказался в выигрышном положении, поскольку либретто Касти, в отличие от сочинения Штефани, — «подлинно мастерский образец меткой оперной сатиры».
Оба сочинения были представлены публике в Шёнбрунне 7 февраля 1786 года. В опере Сальери партию Элеоноры исполняла знаменитая Анна Сторачче, Капельмейстера пел Франческо Бенуччи, а Тонину — Челеста Кольтеллини. Победу одержало сочинение Сальери и, как считалось в то время, доказало превосходство итальянской оперы-буффа над немецким зингшпилем.

## Партии
Капельмейстер — баритон
Поэт — баритон
Элеонора (примадонна) — сопрано
Тонина (субретка) — меццо-сопрано

## Сюжет
В условиях крайней спешки, когда до премьеры остается всего четыре дня и у придворного капельмейстера графа Опицио нет времени сочинять что-то новое, он находит среди старых своих рукописей прекрасную музыку, сочинённую для оперы-буффа. Однако музыка не подходит к либретто, написанному придворным поэтом и предназначенному для оперы-сериа. Капельмейстер, настаивая на приоритете музыки, заставляет поэта подогнать под наличную музыку свой текст. Тем более что граф обещал специальное вознаграждение, если в опере будет петь его протеже — певица оперы-буффа. Впрочем, и у поэта имеются готовые тексты на все случаи жизни.
На прослушивание приходит донна Элеонора, певица оперы-сериа; не сумев вписаться в музыку буффа, она в бешенстве удаляется, а внимание капельмейстера и поэта привлекает очаровательная Тонина, певица буффа. Но Тонина предъявляет свои требования к музыке и тексту.
В разгар работы над оперой возвращается Элеонора, — в борьбе за партию певицы пытаются перепеть друг друга, образуя комический дуэт.

## Художественные особенности
В опере Сальери, считает музыковед Л. Кириллина, предпринимается «настоящий стилистически-художественный эксперимент смешения и отражения друг в друге „серьезного“ и „комического“ топоса». В отличие от многих сочинений на эту тему, зритель наблюдает не просто закулисные интриги с капризами примадонн, неизбежным соперничеством и интригами (хотя и без соперничества певиц не обходится), — в сатирической форме зрителю здесь представлен творческий процесс рождения оперы. Сочинение Сальери — самопародия жанра; композитор словно тестирует возможности оперы перед наступлением новой эпохи. Здесь представлен конфликт сериа и буффа и вечный в оперном жанре конфликт музыки и драмы. Публика при этом узнавала в персонажах оперы известные ей лица; так, беспринципный и амбициозный Поэт напоминал придворного поэта Иосифа II Лоренцо да Понте.
Что же касается оперной стилистики, то пародийное сочинение Сальери и Касти открывало перспективу, ведущую даже не в XIX век, а в XX, — в этом столетии воспринимать оперу-буффа в её «чистом» виде было уже невозможно, её нужно было либо психологизировать, как это делал Моцарт в своих лучших комических операх, либо, пишет Л. Кириллина, «модернизированно стилизовать и пародировать, отражая в двойном и тройном свете». Речь идёт о таких произведениях, как «Любовь к трём апельсинам» Сергея Прокофьева и «Ариадна на Наксосе» и «Каприччио» Рихарда Штрауса.

## Сценическая судьба
В эпоху романтизма творчество Сальери, как и подавляющего большинства его современников, было практически забыто; когда в середине XX века интерес к нему возродился, «Сначала музыка, а потом слова» стала одной из первых опер композитора, вернувшихся на сцену. В ноябре 1967 года она была поставлена в Нью-Йорке, в 1973 году — на Международном фестивале в Дубровнике; затем последовал ряд постановок — в Трире, в Линце, на Фестивале двух миров в Сполето, в Большом театре в Варшаве. 200-летие с момента написания оперы было отмечено в 1986 году рядом постановок — в Лиссабоне, Риме и Токио. В 1989 году её поставила Штаатсопер в Берлине, а в 1991 году она вернулась, вместе с «Директором театра», в оранжерею Шёнбрунна. Наконец, в 1992 году, спустя 200 с лишним лет после написания, премьера оперы Сальери состоялась в России — в Камерном музыкальном театре, в постановке Б. Покровского.